# Mimegralla immixta
Mimegralla immixta är en tvåvingeart som först beskrevs av Walker 1856.  Mimegralla immixta ingår i släktet Mimegralla och familjen skridflugor. Inga underarter finns listade i Catalogue of Life.